# 羽鳞莎属
羽鳞莎属（学名：Anthelepis）是莎草科中的一个属，为一年生或多年生草本植物，共4种，主要分布于大洋洲和热带亚洲地区。

## 形态特征
羽鳞莎属植物根状茎较短，秆呈丛生状态，扁三棱形。其叶片基生，边缘内卷并粗糙，无叶舌。
花序为顶生的圆锥花序，最下部的苞片叶状。每个花序中通常簇生有2至8枚小穗，小穗的鳞片排列成二列，且常易脱落。花序的下部花朵多为雄花，而上部则为两性花。雄蕊为三枚，雌蕊柱头为三裂。
果实为小坚果，形状呈倒卵球形或梨形，基部具3或6枚刚毛。

## 下属物种
该属共有4种：
- Anthelepis clarksonii
- Anthelepis guillauminii
- Anthelepis paludosa
- 羽鳞莎 Anthelepis undulata，又名三肋果莎[2]